# Kedungsumber (Balongpanggang)
Kedungsumber is een bestuurslaag in het regentschap Gresik van de provincie Oost-Java, Indonesië. Kedungsumber telt 2433 inwoners (volkstelling 2010).